# سحالي الفراشات
سحالي الفراشات (الاسم العلمي: Leiolepis)، هي أسرة من الزواحف تتبع فصيلة الحرذونيات ضمن رتبة الحرشفيات. وهي أصنوفة أحادية الطراز أي تملك جنساً واحداً. وتحتوي على ثمانية أجناس مقسمة ما بين أربعة جنسية وأربعة لاجنسية. تستوطن لاوس وبورما وكمبوديا وأندونيسيا وفيتنام وتايلند. وهي تفضل العيش في المناطق الجافة.